# Atom RPG
Atom RPG es un videojuego de rol post-apocalíptico en la Unión Soviética en un futuro distópico después de una guerra nuclear. El juego fue desarrollado y publicado por el estudio independiente Atom Team. El juego fue publicado el 19 de diciembre de 2018, a través del servicio de distribución digital en línea Steam y GOG.com, para los sistemas operativos de Microsoft Windows, Mac OS y Linux, la versión de Android se lanzó el 14 de agosto de 2020. La traducción al español fue hecha por un fan, la cual posteriormente el estudio desarrollador hizo oficial.

## Desarrollo
Esta realizado con el motor gráfico de Unity 5 e inspirado en los dos primeros videojuegos Fallout, pero también está influido por otros como System Shock, Deus Ex o Baldur's Gate. En Atom RPG la interfaz, el esquema de color o la mecánica de juego están muy influidos por Fallout. Sin embargo, la historia y el propio mundo donde se ambienta no tiene mucho que ver, está más cerca de una sociedad feudal superviviente.
El proyecto es un videojuego independiente, es decir, producto de un grupo de desarrolladores con pocos medios inicialmente. El juego fue creado por el grupo internacional de desarrolladores llamado Atom Team. Los desarrolladores involucrados en la creación del juego viven en Letonia, Polonia, Rusia y Ucrania. La idea general y los comienzos comenzaron en 2008, avanzando muy lentamente. En 2017, en una organización de micromecenazgo, KickStarter, el juego se financió con éxito con más de 27 000 euros, dos veces más del mínimo necesario, y avanzó muy rápidamente.

## Trama
Tiene lugar en un páramo post-apocalíptico donde antes se encontraba la Unión Soviética. En 1986, tanto la URSS como el Bloque Occidental fueron destruidos en una guerra donde ambas naciones sufrieron bombardeos nucleares. Han pasado diecinueve años y es 2005. El protagonista es uno de los sobrevivientes del holocausto nuclear, un agente de ATOM. Una organización militar y científica casi legítima. ATOM envía al protagonista a explorar en busca de un escuadrón especial, que desapareció durante la investigación del misterioso búnker #317. Su viaje está rodeado de peligros, llenos de gánsteres, mutantes, acosadores y otros supervivientes desconocidos. Además, hay una conspiración sombría, que pretende destruir todo lo que queda de la vida en la Tierra.

## Recepción
El juego ha sido recibido con una crítica mayormente positiva. El título tiene una puntuación de 70/100 según las revisiones promedio del agregador Metacritic.

## Expansión
El mismo equipo presentó Atom RPG: Trudograd es un nuevo juego secuela que continúa la historia de Atom RPG. Esta expansión se limita a una ciudad: Trugrado, dos años después de tus aventuras en el juego principal. Entró en acceso anticipado en la tienda Steam en marzo de 2020.